# Дюкрё, Франсис
Франсис Дюкрё (фр. Francis Ducreux; 14 февраля 1945, Ильвиль-Сюр-Монфор — 1 мая 2021, Уагадугу ) — французский шоссейный велогонщик.

## Биография
Родился 14 февраля 1945 года в Ильвиль-Сюр-Монфор. Начинал карьеру как любитель. В 1967 году стал третьим на чемпионате Франции в групповой гонке среди любителей. Принял участие в Тура де л’Авенир.
С 1968 по 1973 год был профессионалом. За это время трижды принял участие в гранд-турах — один раз в Джиро д’Италия и дважды в Тур де Франс. А также в таких гонках как Вуэльта Каталонии, Милан — Сан-Ремо и Критериум Дофине.
После окончания карьеры велогонщика занимался организацией велогонок. Сначала французской Тур Корсики с 1971 по 1981 год. А затем в Африке таких как  Тур дю Фасо, Тур Того, Букль дю Котон, Тур Мадагаскара, Тур Бенина, Тур Ганы, Тур Мали, Тур Гвинеи, Тур Мавритании, Тур Нигера.
Скончался 1 мая 2011 года в Уагадугу, столице Буркина-Фасо.

## Семья
Младший брат Даниэль, также профессиональный шоссейный велогонщик.

## Достижения

### Любитель
1963
Critérium de La Machine
1964
Grand Prix de Saint-Hilaire-du-Harcouët
5-й и 9-й этапы на Тур Болгарии
1965
Тур Коррезы
1-й в генеральной классификации
2-й этап (ITT)
3-й на Париж — Эврё
1966
Тур Воклюза
Cinq Jours du Maine
Nice-Puget-Théniers-Nice
4-й этап на Tour des Bouches-du-Rhône
1967
Париж — Эврё
Grand Prix des Fêtes de Coux-et-Bigaroque
Grand Prix de la Boucherie
6-й этап на Route de France
3-й на Grand Prix des Fêtes de Cénac-et-Saint-Julien
3-й на Чемпионат Франции — групповая гонка среди любителей

### Профессионал
1969
Nice-Puget-Nice
1970
1-й этап (TTT) на Вуэльта Каталонии
1971
3-й на Париж — Бурж
5-й на Тур Романдии

## Статистика выступления наГранд-турах
| Гонка / Год     | 1968 | 1969 | 1970 | 1971 | 1972 | 1973 |
| --------------- | ---- | ---- | ---- | ---- | ---- | ---- |
| Джиро д'Италия  | —    | —    | —    | —    | —    | DNF  |
| Тур де Франс    | DNF  | —    | —    | 36   | —    | —    |
| Вуэльта Испании | —    | —    | —    | —    | —    | —    |